# Non sono un cantautore
Non sono un cantautore è un singolo di Fiorella Mannoia del 1997 composto musica e parole, e prodotto da Piero Fabrizi con etichetta Harpo/Sony Music Entertainment. Il brano viene anche inciso in una versione live contenuta nell'album live In tour in una versione a trio, interpretata da Fiorella Mannoia assieme a Ron e Pino Daniele.

## Tracce
1. Non sono un cantautore – 4:31 (Piero Fabrizi)

## Musicisti
- Giovanni Boscariol: organo Hammond
- Paolo Costa: basso
- Piero Fabrizi: e-bow, mandolino, chitarre elettriche e acustiche
- Rosario Jermano: percussioni
- Lele Melotti: batteria
- Rocco Tanica: tastiere e piano elettrico Wurlitzer
- Lalla Francia: cori
- Pedro Azul: cori